# 888年
| 千纪： | 1千纪                                                                                           |
| 世纪： | 8世纪 \| 9世纪 \| 10世纪                                                                        |
| 年代： | 850年代 \| 860年代 \| 870年代 \| 880年代 \| 890年代 \| 900年代 \| 910年代                       |
| 年份： | 883年 \| 884年 \| 885年 \| 886年 \| 887年 \| 888年 \| 889年 \| 890年 \| 891年 \| 892年 \| 893年 |
| 纪年： | 戊申年（猴年）；唐光啟四年，文德元年；南诏贞明承智大同十二年；日本仁和四年                      |

## 大事记
- 1月13日——胖子查理逝世，标志着法兰克国家的彻底分裂。
- 2月29日——曾在885年巴黎保衛戰中聲威大震的巴黎伯爵厄德被推選為西法蘭克國王。
- 4月20日——唐僖宗李儇病危，宦官楊復恭趁命右神策護軍中尉劉季述迎立擁立唐僖宗的弟弟壽王李傑即帝位，是為唐昭宗。
- 沙夫茨伯里修道院在英格兰多塞特建成。

## 出生
- 劉昫 後晉政治家。後唐莊宗時任太常博士、翰林學士。後晉時，官至司空、平章事。

## 逝世
- 12月12日——查理三世，綽號胖子查理，加洛林王朝的東法蘭克國王，西法蘭克國王和法蘭克皇帝。（約839年出生，49岁）
- 唐僖宗，唐朝第21代皇帝（除去武則天以外）。